# Adam Duffy
Adam Duffy (Eckington, 30 de marzo de 1989) es un jugador de snooker inglés.

## Biografía
Nació en la localidad inglesa de Eckington en 1989. Es jugador profesional de snooker desde 2011, aunque se ha caído del circuito profesional en varias ocasiones. No se ha proclamado campeón de ningún torneo de ranking, y su mayor logro hasta la fecha fue alcanzar los octavos de final del Snooker Shoot Out de 2019, en los que cayó derrotado ante Sam Baird. Tampoco ha logrado hilar ninguna tacada máxima, y la más alta de su carrera está en 139.